# Callopora lineata
Callopora lineata is een mosdiertjessoort uit de familie van de Calloporidae. De wetenschappelijke naam van de soort is, als Flustra lineata, voor het eerst geldig gepubliceerd in 1767 door Carl Linnaeus. Het wordt gevonden op rotsachtige kusten in de Atlantische Oceaan en de Middellandse Zee.

## Omschrijving
Kolonies van Callopora lineata vormen kleine witte vlekken op bladeren van Laminaria, vaak in combinatie met verschillende soorten Ascophora. De voorste uiteinden van de voedende zooïden zijn gedeeltelijk verkalkt en de voorste marge is omgeven door vingervormige stekelige processen. De zich ontwikkelende embryo's worden gebroed in ovicellen (gespecialiseerde kamers), die roze kunnen lijken.

## Ecologie
Mosdiertjes voeden zich met fytoplankton, inclusief diatomeeën en andere eencellige algen, die ze vangen met de kroon van tentakels die de lofofoor vormen. Deze kan in de zooïde worden teruggetrokken en de opening kan worden afgesloten met een operculum. De voedingsstoffen die worden verkregen door de voedende zooïden worden gedeeld met de gespecialiseerde, niet-voedende zooïden die betrokken zijn bij de voortplanting.
Op het eiland Man bleek Callopora lineata een soort van korte duur te zijn, met kolonies die op elk moment van het jaar rekruteerden en slechts een paar maanden in leven bleven. In de Middellandse Zee is C. lineata de dominante mosdiertjessoort die groeit op Posidonia oceanica in de diepere delen van de zeegrasweiden, op een diepte van minder dan ongeveer 15 meter. In de ondiepere delen is Electra posidoniae dominant. C. lineata is zeldzaam in november en rekrutering lijkt voornamelijk plaats te vinden in februari en maart. In juli zijn de kolonies goed ingeburgerd, vaak bestaande uit meer dan 100 zooïden.